# Giacomo Facco
Giacomo Facco (Jaime Faco) (* 4. Februar 1676 in Marsango; † 16. Februar 1753 in Madrid) war ein italienischer Violinist, Kapellmeister und Komponist des Spätbarock.

## Leben
Während der ersten Jahre seines Musikerlebens hielt sich Facco in Italien auf. 1705 war er als Kapellmeister und Violinsolist in Palermo, 1708 in Messina. 1720 berichtete der Kardinal D. Carlos de Borja de Centelles, Erzbischof von Trapezunt, dass Facco eine gut dotierte Stellung am spanischen Hof in Madrid hatte, zunächst als Instrumentalist (Cembalist, Cellist und Violinist), von 1731 bis 1739 auch als Kapellmeister. Facco war der Musiklehrer der Infanten Don Luis (später König Ludwig I.) und Don Carlos. Er verbrachte sein weiteres Leben in der spanischen Hauptstadt.
Durch sein Wirken als Musiker und Komponist wurde die Musik am spanischen Hof stark durch italienische Elemente beeinflusst.
Nach dem Auffinden eines Exemplars der „Pensamientos Adriarmónicos“ im Archiv des La Paz Collegium in Mexiko-Stadt erforschte der italo-mexikanische Komponist, Dirigent und Musikhistoriker Uberto Zanolli Faccos Leben und Wirken. In den sich in der französischen Nationalbibliothek befindenden Kantaten Faccos stellt sich dieser auch als feinsinniger Poet dar.

## Werke
- Neun Bühnenwerke
- Kantaten, darunter die 1702 veröffentlichten Werke, deren Texte ebenfalls von Facco stammen
  - „Clori pur troppo bella senti quel rusignuolo“
  - „In grembo ai fiori un fiore“
  - „Sentimi amor quella beltà severa“
- 6 Violinkonzerte op. 1 Libro I mit dem Titel „Pensamientos Adriarmónicos“ (1712 bei Le Cène in Amsterdam)
- 6 Violinkonzerte op. 1 Libro II mit dem Titel „Pensamientos Adriarmónicos“ (1718 bei Le Cène in Amsterdam)
- Kammermusik für mehrere Celli